# 魯特斯角
60°41′S 45°36′W / 60.683°S 45.600°W
魯特斯角（英語：Rootes Point），是南極洲的海岬，位於南奧克尼群島的西格尼島，處於海星灣北部入口處，在1990年由英國南極名稱諮詢委員命名，現時由南極條約體系管理。